# Hypomecis umbrosaria
Hypomecis umbrosaria är en fjärilsart som beskrevs av Jacob Hübner 1813. Hypomecis umbrosaria ingår i släktet Hypomecis och familjen mätare. Inga underarter finns listade i Catalogue of Life.